# NIRCam
NIRCam (камера ближнего инфракрасного диапазона) — один из научных инструментов на борту космического телескопа Джеймса Уэбба. Он выполняет две основные функции: создание изображений в диапазоне длин волн от 0,6 до 5 микрон и обеспечение точной настройки 18 сегментов главного зеркала, превращая их в единое оптическое целое. Другими словами, эта камера также служит для юстировки главного зеркала.
NIRCam представляет собой инфракрасную камеру, оснащённую десятью детекторными матрицами на основе ртути-кадмия-теллурида (HgCdTe), каждая из которых имеет разрешение 2048×2048 пикселей. Поле зрения камеры составляет 2,2×2,2 угловых минуты, а угловое разрешение достигает 0,07 угловых секунд при длине волны 2 микрона.
Камера также оснащена коронографами, которые позволяют изучать экзопланеты, расположенные вблизи ярких звёзд. Коронографы блокируют интенсивный свет звезды, облегчая наблюдение менее ярких объектов рядом с ней.
NIRCam установлен в интегрированном модуле научных инструментов (ISIM) и закреплён на нём с помощью специальных стоек. Для эффективного обнаружения инфракрасного излучения он должен работать при температуре 37 К (-236,2 °C). Для поддержания такой температуры используются радиаторы и терморемешки, соединённые с модулем ISIM. В то же время электроника фокальной плоскости функционирует при температуре 290 К.
Камера способна наблюдать объекты со слабой звёздной величиной +29 при времени экспозиции 10 000 секунд (около 2,8 часов). Эти наблюдения охватывают диапазон длин волн от 0,6 (600 нм) до 5 микрон (5000 нм).
NIRCam может одновременно работать в двух полях зрения, каждое из которых может быть использовано либо для визуализации, либо для спектроскопии, используя оборудование для измерения волнового фронта. Точность измерения волнового фронта чрезвычайно высока: он должен работать с точностью не хуже 93 нанометров, а в ходе испытаний достигал точности в диапазоне 32–52 нм. Для сравнения, средний диаметр человеческого волоса составляет около 1000 нанометров.